# Grincourt-lès-Pas
Grincourt-lès-Pas é uma comuna francesa na região administrativa de Altos da França, no departamento de Pas-de-Calais. Estende-se por uma área de 2,79 km². Em 2010 a comuna tinha 32 habitantes (densidade: 11,5 hab./km²).